# Superliga Brasileira de Voleibol Feminino de 2010–11
A Superliga Feminina de Vôlei 2010/2011 foi um torneio realizado a partir de 27 de Novembro de 2010 até 30 de Abril de 2011 (inicialmente, o torneio seria realizado até 19 de março de 2011, mas devido a um acidente ocorrido com o ônibus da equipe do Vôlei Futuro, quando a equipe se dirigia ao estádio José Liberatti, em Osasco, para jogar a primeira partida da fase semifinal contra a equipe do Sollys/Osasco, houve adiamento nas datas dos jogos subseqüentes da competição). Participaram do torneio 12 equipes, vindo de 4 estados brasileiros: Minas Gerais, Rio de Janeiro, Santa Catarina e São Paulo. A Unilever sagrou-se heptacampeã da competição ao bater a equipe Sollys/Osasco na grande final.

## Participantes
Banana Boat/Praia Clube, Uberlândia/MG

 BMG Mackenzie, Belo Horizonte/MG

 Brusque, Brusque/SC

 BMG/São Bernardo, São Bernardo do Campo/SP

 Macaé Sports, Macaé/RJ

 Pauta/São José, São José/SC

 Pinheiros/Mackenzie, São Paulo/SP

 São Caetano, São Caetano do Sul/SP

 Sollys/Osasco, Osasco/SP

 Unilever, Rio de Janeiro/RJ

 USIMINAS/Minas, Belo Horizonte/MG

 Vôlei Futuro, Araçatuba/SP

## Regulamento

### Fórmula de Disputa
A Superliga Feminina de Vôlei foi disputada por 12 equipes em duas fases:
- Fase Classificatória: As 12 equipes disputaram partidas em um sistema de turno e returno,em que enfrentaram todos os adversários em seu mando de quadra e fora dele.
- Playoffs: As oito equipes jogaram num sistema mata-mata e a vencedora desses foi declarada Campeã da Superliga Feminina de Vôlei 2010-11. É dividida em 3 partes:
  - Quartas de Final: Houve um cruzamento entre as 8 equipes com os melhores índices técnicos, seguindo a lógica: 1ª x 8ª (A); 2ª x 7ª(B); 3ª x 6ª(C) e 4ª x 5ª(D). Estas, jogaram partidas em melhor de 3 (jogos), sendo um mando de campo para cada e o jogo de desempate no ginásio da equipe com o melhor índice técnico da Fase Classificatória.
  - Semifinais: Foi disputada pelas equipes que passaram das quartas de final, seguindo a lógica: Vencedora do jogo A x Vencedora do jogo D; Vencedora do jogo B x Vencedora do jogo C.  Estas, jogaram partidas em melhor de 3 (jogos), sendo um mando de campo para cada e o jogo de desempate, caso tivesse sido necessário, no ginásio da equipe com o melhor índice técnico da Fase Classificatória.
  - Final: Foi disputada entre as duas equipes vencedoras das Semifinais, em apenas uma partida, em Belo Horizonte. A equipe vencedora foi a Unilever, tendo sido declarada campeã da competição.

### Critérios de desempate
- 1º: Sets Average
- 2º: Pontos Average
- 3º: Confronto Direto (Se o empate foi entre duas equipes)
- 4º: Sorteio

### Pontuação
- Vitória: 2 pontos
- Derrota: 1 ponto
- Não Comparecimento: 0 pontos

## Classificação
| Superliga Feminina de Vôlei 2010-11                                                         | Superliga Feminina de Vôlei 2010-11 | Superliga Feminina de Vôlei 2010-11 | Superliga Feminina de Vôlei 2010-11 | Superliga Feminina de Vôlei 2010-11 | Superliga Feminina de Vôlei 2010-11 | Superliga Feminina de Vôlei 2010-11 | Superliga Feminina de Vôlei 2010-11 | Superliga Feminina de Vôlei 2010-11 | Superliga Feminina de Vôlei 2010-11 | Superliga Feminina de Vôlei 2010-11 | Superliga Feminina de Vôlei 2010-11 | Superliga Feminina de Vôlei 2010-11 | Superliga Feminina de Vôlei 2010-11 |
| Time                                                                                        | Time                                | Time                                | Jogos                               | Jogos                               | Jogos                               | Jogos                               | Sets                                | Sets                                | Sets                                | Pontos                              | Pontos                              | Pontos                              |                                     |
| Time                                                                                        | Time                                | Time                                | P                                   | T                                   | V                                   | D                                   | V                                   | D                                   | R                                   | V                                   | D                                   | R                                   |                                     |
| ------------------------------------------------------------------------------------------- | ----------------------------------- | ----------------------------------- | ----------------------------------- | ----------------------------------- | ----------------------------------- | ----------------------------------- | ----------------------------------- | ----------------------------------- | ----------------------------------- | ----------------------------------- | ----------------------------------- | ----------------------------------- | ----------------------------------- |
| 1                                                                                           | Unilever                            | UNI                                 | 42                                  | 22                                  | 20                                  | 2                                   | 60                                  | 14                                  | 4,286                               | 1790                                | 1387                                | 1,291                               |                                     |
| 2                                                                                           | Sollys/Osasco                       | SOL                                 | 40                                  | 22                                  | 18                                  | 4                                   | 57                                  | 21                                  | 2,714                               | 1806                                | 1530                                | 1,180                               |                                     |
| 3                                                                                           | Vôlei Futuro                        | VFO                                 | 39                                  | 22                                  | 17                                  | 5                                   | 55                                  | 27                                  | 2,037                               | 1905                                | 1724                                | 1,105                               |                                     |
| 4                                                                                           | Pinheiros/Mackenzie                 | PMK                                 | 38                                  | 22                                  | 16                                  | 6                                   | 58                                  | 22                                  | 2,000                               | 1961                                | 1747                                | 1,122                               |                                     |
| 5                                                                                           | Usiminas/Minas                      | MTC                                 | 37                                  | 22                                  | 15                                  | 7                                   | 52                                  | 34                                  | 1,529                               | 1941                                | 1813                                | 1,071                               |                                     |
| 6                                                                                           | Macaé Sports                        | MAC                                 | 36                                  | 22                                  | 14                                  | 8                                   | 45                                  | 37                                  | 1,216                               | 1864                                | 1855                                | 1,005                               |                                     |
| 7                                                                                           | Banana Boat/Praia Clube             | BBP                                 | 30                                  | 22                                  | 8                                   | 14                                  | 37                                  | 45                                  | 0,822                               | 1818                                | 1787                                | 1,017                               |                                     |
| 8                                                                                           | BMG/São Bernardo                    | SBC                                 | 30                                  | 22                                  | 8                                   | 14                                  | 37                                  | 49                                  | 0,755                               | 1843                                | 1953                                | 0,944                               |                                     |
| 9                                                                                           | BMG/Mackenzie                       | MEC                                 | 29                                  | 22                                  | 7                                   | 15                                  | 39                                  | 52                                  | 0,750                               | 1895                                | 2029                                | 0,934                               |                                     |
| 10                                                                                          | São Caetano                         | SCS                                 | 26                                  | 22                                  | 4                                   | 18                                  | 20                                  | 60                                  | 0,333                               | 1608                                | 1866                                | 0,862                               |                                     |
| 11                                                                                          | Brusque                             | ADB                                 | 25                                  | 22                                  | 3                                   | 19                                  | 17                                  | 60                                  | 0,283                               | 1557                                | 1838                                | 0,847                               |                                     |
| 12                                                                                          | Pauta/São José                      | PSJ                                 | 24                                  | 22                                  | 2                                   | 20                                  | 12                                  | 61                                  | 0,197                               | 1339                                | 1798                                | 0,745                               |                                     |
| P – Pontuação; T – Total de jogos disputados; V - Vitórias; D - Derrotas; R - Razão (V / D) |                                     |                                     |                                     |                                     |                                     |                                     |                                     |                                     |                                     |                                     |                                     |                                     |                                     |

|  |                                           |
|  | Zona de classificação às Quartas de Final |

## Fase Final
|  | Quartas de final | Quartas de final        | Quartas de final | Quartas de final | Quartas de final    |              |   | Semifinais | Semifinais | Semifinais | Semifinais |          |   | Final | Final | Final | Final | Final | Final | Final | Final | Final | Final |
|  |                  |                         |                  |                  |                     |              |   |            |            |            |            |          |   |       |       |       |       |       |       |       |       |       |       |
|  | 1                | Unilever                | 3                | 3                |                     |              |   |            |            |            |            |          |   |       |       |       |       |       |       |       |       |       |       |
|  | 8                | BMG/São Bernardo        | 0                | 0                |                     |              |   |            |            |            |            |          |   |       |       |       |       |       |       |       |       |       |       |
|  | 8                | BMG/São Bernardo        | 0                | 0                |                     | Unilever     | 3 | 3          |            |            |            |          |   |       |       |       |       |       |       |       |       |       |       |
|  |                  |                         |                  |                  |                     |              | 3 | 3          |            |            |            |          |   |       |       |       |       |       |       |       |       |       |       |
|  |                  | Pinheiros/Mackenzie     | 0                | 0                |                     |              |   |            |            |            |            |          |   |       |       |       |       |       |       |       |       |       |       |
|  | 4                | Pinheiros/Mackenzie     | 0                | 0                | Pinheiros/Mackenzie | 1            | 3 | 3          |            |            |            |          |   |       |       |       |       |       |       |       |       |       |       |
|  | 4                |                         |                  |                  | Pinheiros/Mackenzie | 1            | 3 | 3          |            |            |            |          |   |       |       |       |       |       |       |       |       |       |       |
|  | 5                | Usiminas/Minas          | 3                | 1                | 0                   |              |   |            |            |            |            |          |   |       |       |       |       |       |       |       |       |       |       |
|  | 5                | Usiminas/Minas          | 3                | 1                | 0                   |              |   |            |            |            |            | Unilever | 3 |       |       |       |       |       |       |       |       |       |       |
|  |                  |                         |                  |                  |                     |              |   |            |            |            |            |          | 3 |       |       |       |       |       |       |       |       |       |       |
|  |                  | Sollys/Osasco           | 0                |                  |                     |              |   |            |            |            |            |          |   |       |       |       |       |       |       |       |       |       |       |
|  | 3                | Sollys/Osasco           | 0                | Vôlei Futuro     | 3                   | 3            |   |            |            |            |            |          |   |       |       |       |       |       |       |       |       |       |       |
|  | 3                |                         |                  | Vôlei Futuro     | 3                   | 3            |   |            |            |            |            |          |   |       |       |       |       |       |       |       |       |       |       |
|  | 6                | Macaé                   | 0                | 1                |                     |              |   |            |            |            |            |          |   |       |       |       |       |       |       |       |       |       |       |
|  | 6                | Macaé                   | 0                | 1                |                     | Vôlei Futuro | 0 | 0          |            |            |            |          |   |       |       |       |       |       |       |       |       |       |       |
|  |                  |                         |                  |                  |                     |              | 0 | 0          |            |            |            |          |   |       |       |       |       |       |       |       |       |       |       |
|  |                  | Sollys/Osasco           | 3                | 3                |                     |              |   |            |            |            |            |          |   |       |       |       |       |       |       |       |       |       |       |
|  | 2                | Sollys/Osasco           | 3                | 3                | Sollys/Osasco       | 3            | 3 |            |            |            |            |          |   |       |       |       |       |       |       |       |       |       |       |
|  | 2                |                         |                  |                  | Sollys/Osasco       | 3            | 3 |            |            |            |            |          |   |       |       |       |       |       |       |       |       |       |       |
|  | 7                | Banana Boat/Praia Clube | 0                | 0                |                     |              |   |            |            |            |            |          |   |       |       |       |       |       |       |       |       |       |       |
|  | 7                | Banana Boat/Praia Clube | 0                | 0                |                     |              |   |            |            |            |            |          |   |       |       |       |       |       |       |       |       |       |       |

| Superliga Feminina 2010-11 |
| Indefinido                 |
| -------------------------- |
| Campeão UNILEVER           |